# Аршавір Ширакян
Аршавір Ширакян (також Ширагян, вірм. Արշաւիր Շիրակեան;  1900 — 12 квітня 1973) — вірменський письменник і вбивця, відомий своїм убивством Саїда Халіма-паші та Джемаля Азмі як акт помсти за їхню роль у геноциді вірмен. Його мемуари «Це була воля для мучеників» (Կտակն էր Նահատակներուն) є описом його життя під час геноциду вірмен та операції «Немезіс».

## Біографія
Аршавір Шіракян народився в Константинополі, Османська імперія, в 1900 році, за іншими данними 1 січня 1902. Ширакян виріс серед багатьох членів Вірменської революційної федерації (Дашнаків - членів партії Дашнакцутюн). Під час геноциду вірмен Ширакяну довіряли контрабанду зброї та доставку секретних повідомлень серед членів партії.  Ширакян описав у своїх мемуарах, що в ті дні було багато мітингів ненависті проти вірмен і що багато вірменських установ були розгромлені, такі як готель «Токатлян».

## Операція «Немезіс»
Першою метою Аршавіра Ширакяна було вбивство вірменина Ваге Іхсана (Єсаяна). Згідно з його спогадами, Ваге Іхсан був «зрадником, якого зневажали його співвітчизники, родичі і, зрештою, власні діти», і «допоміг скласти список видатних вірмен, заарештованих і депортованих у 1915 році».  Ширакян убив Іхсана 27 березня 1920 року в Константинополі.
Ширакян отримав завдання вбити Саїда Халіма-пашу, коли той був у вигнанні в Римі, Італія. Ширакян оселився в будинку на вулиці Кола ді Рієнцо, 28 у Римі. 5 грудня 1921 року Ширакян убив Саїда Халіма-пашу, коли той їхав у таксі біля будинку на вулиці Віа Еустакіо.

Пізніше Ширакян разом з Арамом Єрганяном отримав завдання вбити Джемаля Азмі та Бехаеддіна Шакіра, які перебували в Берліні. 17 квітня 1922 року Ширакян і Єрганян зустріли Азмі і Шакіра, які гуляли з сім'ями на вулиці Уландштрассе (Uhlandstrasse). Ширакяну вдалося вбити лише Азмі та поранити Шакіра. Пізніше Ерганян побіг за Шакіром і зумів добити його пострілом в голову.
| Дата           | Місце              | Жертва                        | Виконавці                                                                  | Коментар |
| -------------- | ------------------ | ----------------------------- | -------------------------------------------------------------------------- | --- |
| 5 грудня 1921  | Рим (Італія)       | Саід халім-паша               | Аршавір Ширакян, колишній посол Вірменії у Римі Мікаел Вартанян, агент «М» | 5 грудня 1921 року в Римі під час кінної прогулянки убито колишнього великого візира (прем'єр-міністра) у першому кабінеті младотурків Саїда Халім-пашу. Убивцю — Аршавіра Ширакяна не упіймали й він благополучно повернувся до Константинополя. Інші учасники цієї операції — колишній посол Вірменії у Римі Мікаел Вартанян і агент «М»[джерело?].                                                                              |
| 17 квітня 1922 | Берлін (Німеччина) | Джемаль Азмі, Бехаеддін Шакір | Аршавір Ширакян, Арам Єрганян                                              | 17 квітня 1922 року в Берліні під час родинної прогулянки вбиті колишній валі Трапезунда Джемал Азмі (відомий, зокрема, тим, що втопив 15 000 вірменів[джерело?]), й засновник організації «Тешкілатіюї Махсусе» («Спеціальний комітет»), що безпосередньо здійснювала геноцид — Бехаетдін Шакір, а також охоронець останнього. Джемала Азмі застрелив Аршавір Ширакян, він же поранив Шакіра, якого добив Арам Єрганян[джерело?]. |

## Подальше життя

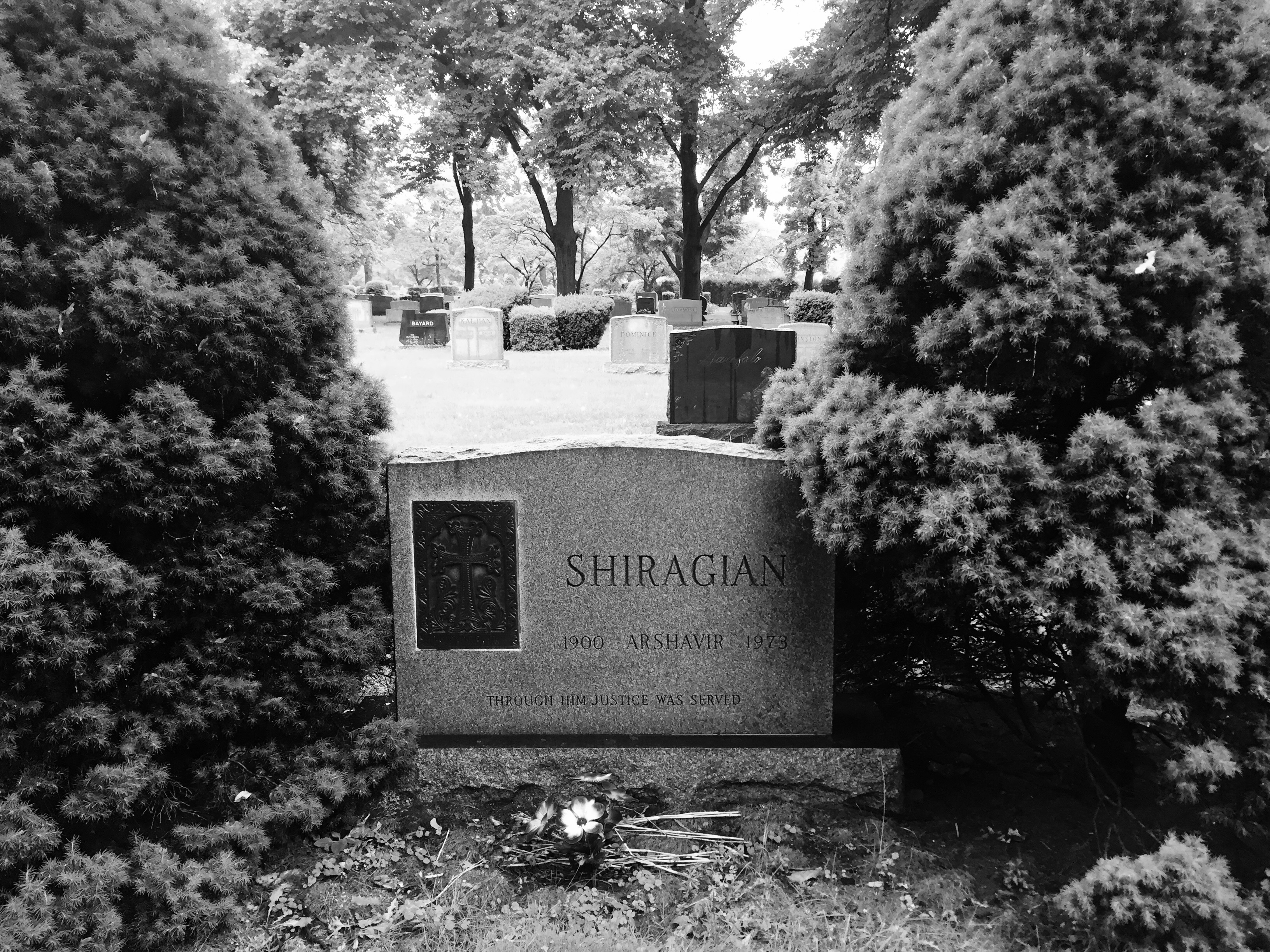
Надгробок Ширакяна на кладовищі Хакенсак у місті Хакенсак, Нью-Джерсі

Зрештою Аршавір Ширакян одружився з Каяне і в 1923 році переїхав до Нью-Йорка, де у них народилася дочка Соня. Він також брав активну участь у громадському житті в районі Нью-Йорка / Нью-Джерсі та його вірменської громади. У 1965 році він опублікував свої мемуари під назвою «Ktakn er Nahataknerun» (перекладено англійською як «Це була жертва мучеників»). Згодом мемуари були перекладені французькою (La dette du sang, 1982 і 1984), англійською (The Legacy, 1976, Соня Ширагян) та італійською (Condannato A Uccidere: Memorie di un Patriota Armeno, 2005, Васкен Памбакян).
Мешканець Леонії, Ширакян помер у 1973 році у віці 73 років у лікарні Енглвуд в Енглвуді, штат Нью-Джерсі. Похований на кладовищі Хакенсак у Нью-Джерсі. Його донька Соня зараз живе в Південній Кароліні з дочкою Елізабет Постон.

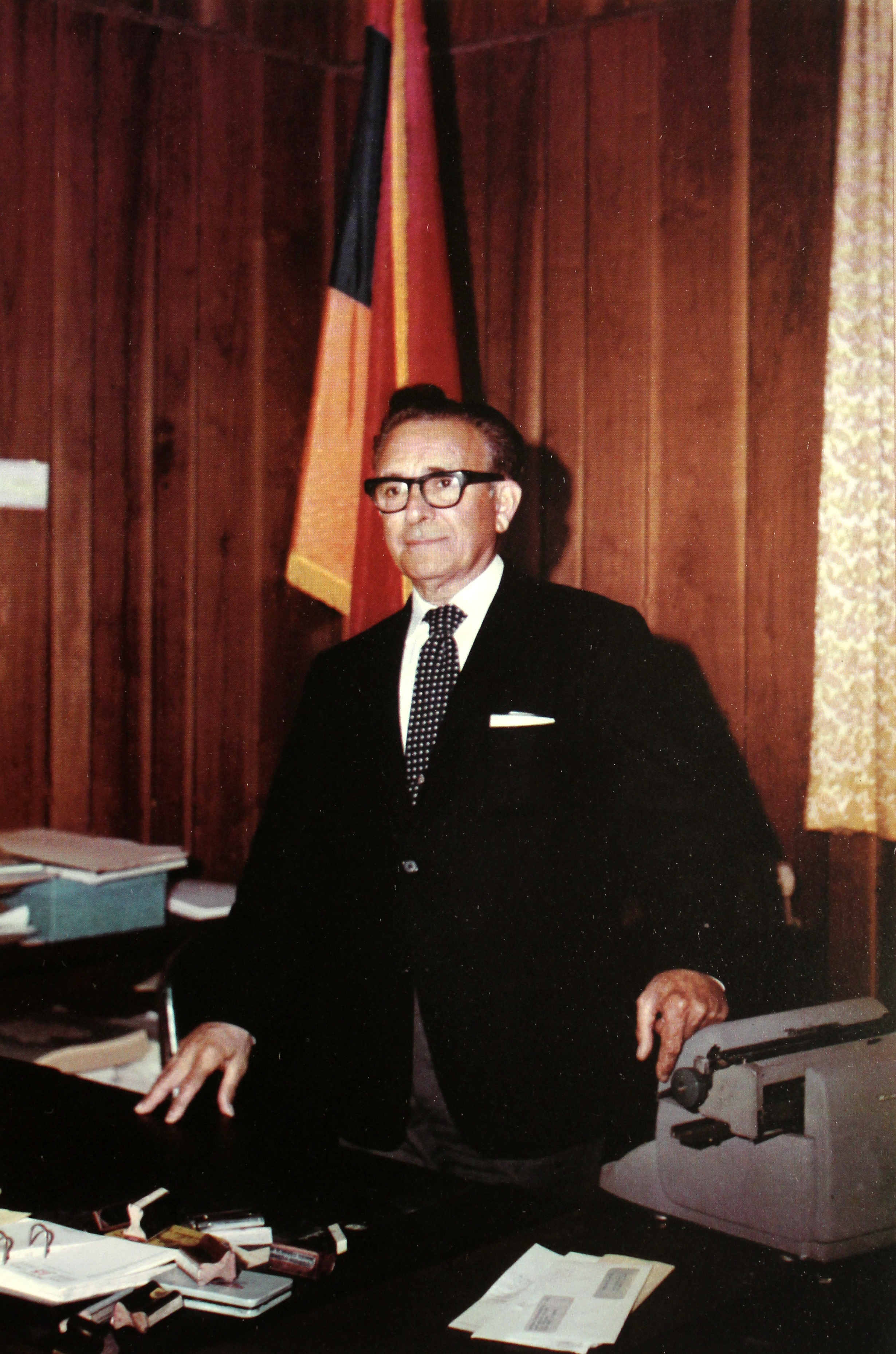
Аршавір Ширакян

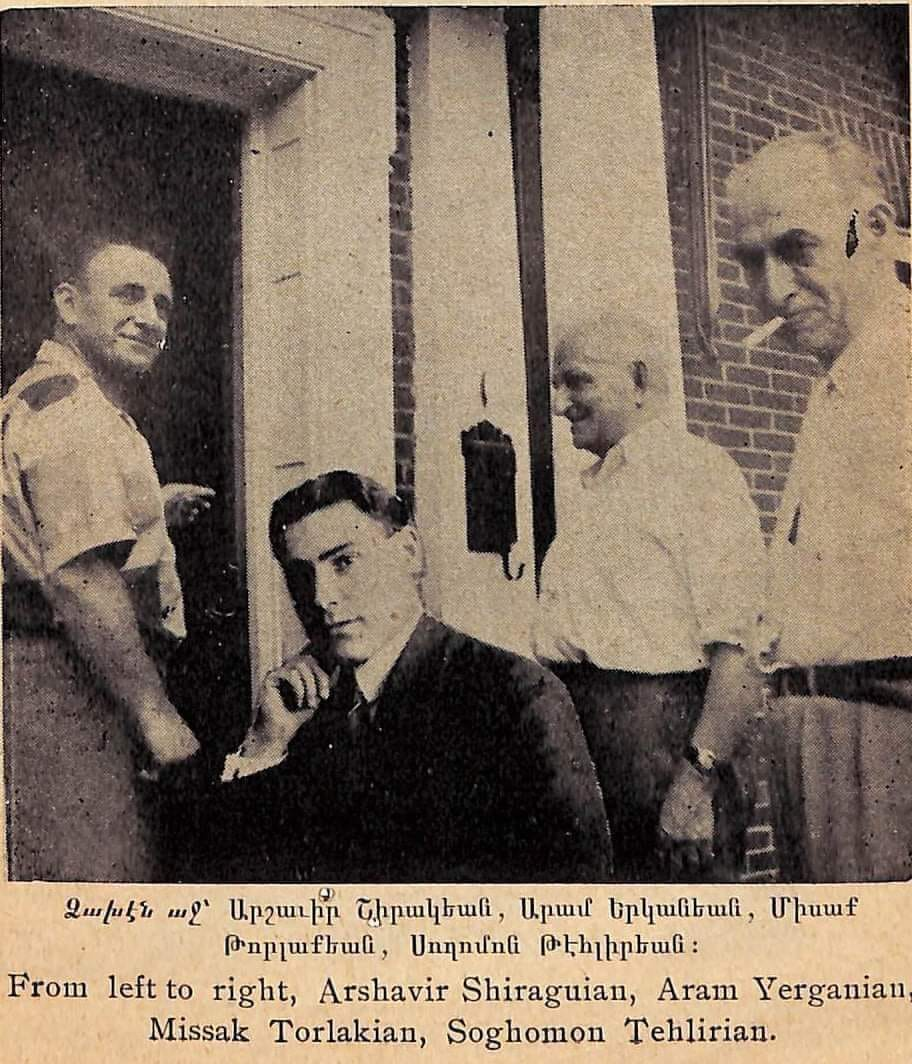
Зліва направо: Аршавір Ширакян, Арам Єрганян, Місак Торлакян, Соґомон Тейлірян.

Вірмени визнають і шанують його як національного героя.

## Пам'ять
- У 2015 Вірменія випустила поштову марку, присвячену Операції «Немезіс».

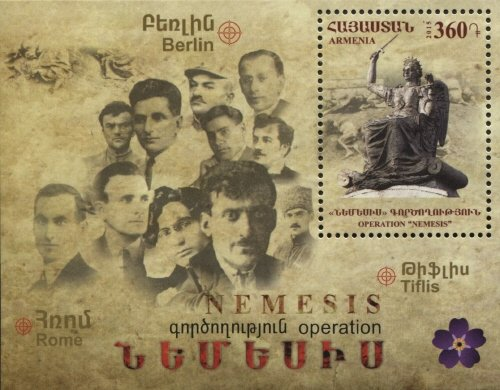
Поштова марка, присвячена Операції «Немезіс»

- Ім'я Аршавіра Ширакяна висічено на плиті пам'ятника «Лицарям національної гідності», відкритому 25 квітня 2023 року в Єреванського центральному парку[13]։